# Шведські хокейні ігри 1991
Шведські хокейні ігри 1991 — міжнародний хокейний турнір у Швеції, проходив 7 лютого — 10 лютого 1991 року у Стокгольмі.

## Результати та таблиця
| 1. | СРСР           | *** | 6:4 | 9:6 | 2:2 | 3 | 2 | 1 | 0 | 17:12 | 5 |
| 2. | Швеція         | 4:6 | *** | 2:1 | 4:2 | 3 | 2 | 0 | 1 | 10:9  | 4 |
| 3. | Фінляндія      | 6:9 | 1:2 | *** | 7:2 | 3 | 1 | 0 | 2 | 14:13 | 2 |
| 4. | Чехословаччина | 2:2 | 2:4 | 2:7 | *** | 3 | 0 | 1 | 2 | 6:13  | 1 |

М — підсумкове місце, І — матчі, В — перемоги, Н — нічиї, П — поразки, Ш — закинуті та пропущені шайби, О — очки

## Найкращі гравці турніру
| Воротар  | Юкка Таммі         |
| Захисник | Ігор Кравчук       |
| Нападник | Валерій Каменський |